# Fohrenreuth (Rehau)

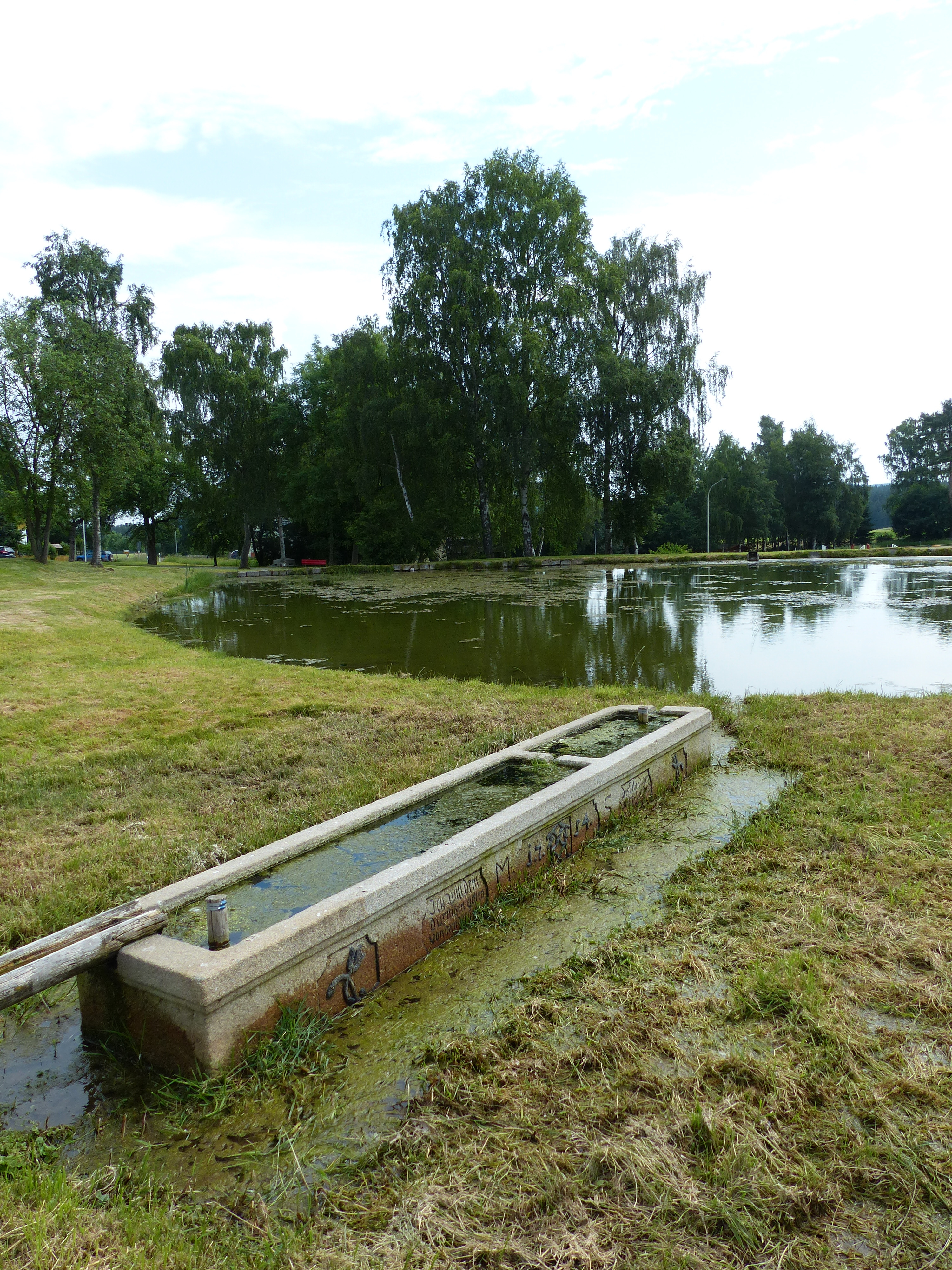
Brunnentrog am Dorfweiher

Fohrenreuth ist ein Gemeindeteil der Stadt Rehau im Landkreis Hof (Oberfranken, Bayern).

## Geographie
Das Dorf Fohrenreuth ist vom Stadtzentrum Rehau über eine Verbindungsstraße erreichbar, weitere Verbindungen führen nach Pilgramsreuth und über Eulenhammer zur Bundesstraße 15.
Der Ort ist als Rundangerdorf um zwei Dorfweiher angelegt. Zu den Baudenkmälern zählen der  massive Brunnentrog aus Granit am Dorfweiher und ein Pechstein. Es grenzen zwei Wohnstallhäuser an, darunter eines mit charakteristischem Frackdach. Außerorts gibt es weitere Kleindenkmale, darunter den Rentamtsstein aus Granit von 1833 in Richtung Schönwald, der die Grenze zum Landkreis Wunsiedel markiert.

## Geschichte
Im Jahr 1398 empfing Albrecht von Hirschberg die halbe Wüstung Fohrenreuth als Reichslehen. 1402 wurden drei Höfe von den Vögten von Weida gebrandschatzt. Besitzer der zweiten Hälfte des Dorfes war die Familie von Berg, die es 1409 an die Hirschberger verkauften. Von 1543 bis 1643 war Fohrenreuth Teil des Besitzes der Rabensteiner zu Döhlau, danach kamen die Nachfolger in Döhlau, die von Kotzau, Pühel, Eckersberg und Falkenstein. 1780 waren 15 Anwesen verzeichnet. Die Bayerische Uraufnahme enthält 17 Anwesen. Fohrenreuth bildete bis 1964 zusammen mit Eulenhammer und Rollmühle eine Gemeinde, die 37 Haushalte mit 135 Bewohnern zählte.